# Greyhound (Band)
Greyhound war eine Reggae-Band aus Großbritannien, die Anfang der 1970er Jahre mit ihren Pop-Songs zu den ersten Reggae-Interpreten mit Hitparadenerfolgen außerhalb Jamaikas gehörte.

## Geschichte
Greyhound ging aus einer Band namens „The Rudies“ (auch Sonny Binns & the Rudies sowie Freddie Notes & the Rudies) hervor, zu der u. a. Freddie Notes und Danny Smith gehörten. Auch unter den Namen „The Tillermen“ und „Des All Stars“ nahmen sie in den 1960er Jahren Schallplatten auf. Als The Rudies veröffentlichten sie Coverversionen von bekannten Hits wie Patches von Clarence Carter und Montego Bay von Bobby Bloom. Nachdem Notes die Formation verlassen hatte und durch Glenroy Oakley ersetzt wurde, änderten sie ihren Namen in Greyhound.
Die erste Single auf dem Trojan-Label unter dem neuen Namen war im Sommer 1971 Black & White, ebenfalls eine Coverversion, im Original 1956 von Sammy Davis Jr. und geschrieben von David Arkin und Earl Robinson. Greyhound interpretierte den Song allerdings im Reggae-Rhythmus und landete mit ihrer Version einen Top-Ten-Hit in Großbritannien. Der Titel, der die Gleichheit der Menschen wie in einem Schulunterricht thematisiert (“The ink is black, the page is white, together we learn to read and write”) und die Überwindung des Rassismus lehrt, blieb der größte Hit für Greyhound. Etwa ein Jahr später adaptierte die Gruppe Three Dog Night angelehnt an Greyhounds Reggae-Version den Song ebenfalls und kam damit bis auf Platz 1 in den US-amerikanischen Billboard Hot 100.
Greyhound schaffte mit Moon River, einem Song von Henry Mancini aus Breakfast at Tiffany’s, und I Am What I Am Anfang 1972 noch zwei kleinere Hits in Großbritannien. 2003 erschien auf Trojan Records im Rough Trade Vertrieb die „Best-of“-Kompilation Black & White, die auch Titel von Sonny Binns & the Rudies, Freddie Notes & the Rudies, The Tillermen und Des All Stars enthält.

## Diskografie

### Alben
- Black & White – Trojan 1972
- Mango Rock – Transatlantic 1976
- Black & White – The Best of Greyhound – Trojan/Rough Trade 2003

### Singles
- Black & White – Trojan 1971
- Follow the Leader – Trojan 1971
- Moon River – Trojan 1971
- I Am What I Am – Trojan 1972
- Dream Lover – Trojan 1972
- Wily – Trojan 1973